# Happy Little Pill
Happy Little Pill è un singolo del cantante australiano Troye Sivan, il primo per una major. Il brano viene estratto come primo singolo dal suo EP Trxye. La canzone è stata scritta da Troye Sivan, Brandon Rogers e Tat Tong.
Happy Little Pill entra al decimo posto della Australian ARIA Singles Chart (aiutato dalle vendite del suo EP Trxye) ed ha ottenuto una certificazione oro dalla Australian Recording Industry Association per aver venduto oltre 35 000 copie. Il brano ha ottenuto il favore della critica per il suo suono maturo.

## Video musicale
Un video musicale al fine di aumentare le vendite del singolo è stato pubblicato da Troye Sivan sul suo canale Vevo il 12 agosto 2014. Il videoclip è stato diretto da Jeremy Kornne.

## Tracce
Download digitale
1. Happy Little Pill – 3:44

## Classifiche
| Classifica (2014) | Posizione massima |
| ----------------- | ----------------- |
| Australia         | 10                |
| Austria           | 47                |
| Belgio (Fiandre)  | 95                |
| Danimarca         | 11                |
| Germania          | 87                |
| Irlanda           | 11                |
| Nuova Zelanda     | 2                 |
| Paesi Bassi       | 85                |
| Regno Unito       | 86                |

### Classifiche di fine anno
| Classifica (2014) | Posizione |
| ----------------- | --------- |
| Australia         | 26        |